# Wordle
Wordle é um videojogo baseado na web desenvolvido em 2021 por Josh Wardle, um programador que, anteriormente, também criou os experimentos sociais Place e The Button para o Reddit. Os jogadores tentam adivinhar uma palavra de cinco letras em, no máximo, seis tentativas; o feedback, na forma de peças coloridas, é dado para cada palpite, informando aos jogadores quais letras estão na posição correta e quais estão em outras posições da palavra-resposta. A mecânica é semelhante à de jogos como Mastermind, embora Wordle especifique exatamente quais letras em cada palpite estão corretas. Para cada dia, há uma palavra-resposta específica  que é a mesma para todos. O Wordle é uma cópia da rodada de cinco letras do Lingo (um game show britânico).
O jogo obteve fama mundial em dezembro de 2021 depois de se tornar viral no Twitter.
Josh Wardle inicialmente criou o jogo para ele e seu parceiro jogarem. Afinal, o jogo se  tornou público em outubro de 2021 e ganhou maior popularidade em dezembro de 2021, depois que Wardle adicionou a capacidade de os jogadores copiarem seus resultados diários como quadrados de emoji, os quais foram amplamente compartilhados no Twitter. Muitos clones e variações do jogo também foram criados, assim como versões em outros idiomas além do inglês.
O jogo foi comprado pelo jornal New York Times em janeiro de 2022.

## Jogabilidade
Todos os dias, é escolhida uma palavra de cinco letras que os jogadores tentam adivinhar em seis tentativas. Após cada palpite, cada letra é marcada como verde, amarelo ou cinza: verde indica que a letra está correta e na posição correta, amarelo significa que está na resposta, mas não na posição correta, enquanto cinza indica que não está na palavra. O jogo tem uma opção de "modo difícil", que exige que os jogadores incluam letras marcadas como verde e amarelo em suposições subsequentes. A palavra diária é a mesma para todos os jogadores. O jogo também possui um modo escuro e um tema de alto contraste para acessibilidade daltônica, que altera o esquema de cores de verde e amarelo para laranja e azul.
Conceitualmente e estilisticamente, o jogo é semelhante ao jogo de caneta e papel de 1955 chamado Jotto e idêntico à franquia de game show Lingo e Lingo (um game show britânico).

## História
Wardle inicialmente criou o jogo para ele e sua parceira, Palak Shah, jogarem, pois eles "se envolveram muito" com o The New York Times Spelling Bee e as palavras cruzadas diárias. Em meados de outubro de 2021, ele tornou o jogo público depois que "rapidamente se tornou uma obsessão" com parentes, nomeando-o Wordle como um trocadilho com seu sobrenome.
O jogo se tornou um fenômeno viral no Twitter no final de dezembro de 2021, depois que Wardle adicionou um elemento de compartilhamento ao jogo, permitindo que os usuários copiassem seus resultados na forma de uma grade de emojis quadrados coloridos.
O Google criou um Google Doodle especial quando se procura por "Wordle", com o logotipo do site se tornando um jogo animado do Wordle para encontrar a palavra "Google". O Twitter tomou medidas para bloquear um bot de resposta automática que respondia a qualquer postagem de resultado do Wordle com a palavra do dia seguinte para evitar que os jogadores fossem avisados.
No dia 31 de janeiro de 2022, o jogo foi comprado pelo jornal The New York Times. De acordo com a revista, o jogo inicialmente será gratuito para jogadores antigos e novos.

## Adaptações e clones
Após um rápido aumento de popularidade de Wordle no início de 2022, vários clones apareceram. Alguns desses clones revisaram a fórmula em novos métodos.

### Idiomas
Os idiomas para os quais o Wordle foi adaptado incluem:
- Alemão[22]
- Árabe[23]

- Armênio e Armênio Ocidental
- Basco[24]
- Bielorrusso
- Bengali
- Búlgaro
- Cantonês[25]
- Catalão[26]
- Cipriota
- Chinês[27][24]
- Croata
- Dinamarquês
- Esloveno
- Espanhol[22][26]
- Esperanto
- Filipino
- Finlandês
- Francês[3]
- Galego[26]
- Galês[28]
- Gitxsan
- Grego
- Havaiano
- Hebraico[29]
- Holandês[30]
- Húngaro[22]
- Iídiche[29]
- Indonésio
- Inupiaque[31]
- Irlandês
- Islandês
- Italiano[24]
- Japonês[32]
- Kannada
- Malaio
- Maori
- Marata
- Nórdico antigo
- Norueguês
- Occitano
- Polonês
- Português[22][33][34]
- Romeno
- Russo[35]
- Saanich
- Sérvio
- Singlish
- Sueco
- Tâmil[22]
- Tcheco
- Turco[22]
- Ucraniano
- Urdu[22]
- Usbeque